# NGC 268
NGC 268 (другие обозначения — MCG −1-3-17, IRAS00476-0527, PGC 2927) — спиральная галактика с перемычкой, с эмиссионными линиями в спектре. Находится в созвездии Кит.
Этот объект входит в число перечисленных в оригинальной редакции «Нового общего каталога».
Принадлежит к Южному Сверхскоплению галактик
В галактике вспыхнула сверхновая SN 2012W типа II, её пиковая видимая звездная величина составила 16,6.